# Lotta ai XVII Giochi asiatici
I tornei di lotta libera ai XVII Giochi asiatici si sono svolti dal 27 settembre al 1º ottobre 2014 al Dowon Gymnasium di Incheon in Corea del Sud. Hanno partecipato alle competizioni 239 lottatori provenienti da 30 distinte nazioni.

## Podi

### Lotta libera maschile
| Categoria                | Oro                             | Argento                          | Bronzo                                                     |
| ------------------------ | ------------------------------- | -------------------------------- | ---------------------------------------------------------- |
| fino a 57 kg (dettagli)  | Jong Hak-jin Corea del Nord     | Rassul Kaliyev Kazakistan        | Batboldyn Nomin MongoliaYun Jun-sik Corea del Sud          |
| fino a 61 kg (dettagli)  | Masoud Esmaeilpour Iran         | Bajrang Punia India              | Lee Seung-chul Corea del SudNoriyuki Takatsuka Giappone    |
| fino a 65 kg (dettagli)  | Yogeshwar Dutt India            | Zalimkhan Yusupov Tagikistan     | Yeerlanbieke Katai CinaIkhtiyor Navruzov Uzbekistan        |
| fino a 70 kg (dettagli)  | Bekzod Abdurakhmonov Uzbekistan | Oh Man-ho Corea del Sud          | Elaman Dogdurbek Uulu KirghizistanTakafumi Kojima Giappone |
| fino a 74 kg (dettagli)  | Rashid Kurbanov Uzbekistan      | Ezzatollah Akbari Iran           | Lee Sang-kyu Corea del SudNarsingh Yadav India             |
| fino a 86 kg (dettagli)  | Meisam Mostafa-Jokar Iran       | Yesbolat Nurzhumbayev Kazakistan | Umidjon Ismanov UzbekistanKim Gwan-uk Corea del Sud        |
| fino a 97 kg (dettagli)  | Reza Yazdani Iran               | Magomed Musaev Kirghizistan      | Dorjkhandyn Khüderbulga MongoliaMamed Ibragimov Kazakistan |
| fino a 125 kg (dettagli) | Parviz Hadi Iran                | Daulet Shabanbay Kazakistan      | Nobuyoshi Arakida GiapponeNam Koung-jin Corea del Sud      |

### Lotta greco-romana maschile
| Categoria                | Oro                            | Argento                     | Bronzo                                                  |
| ------------------------ | ------------------------------ | --------------------------- | ------------------------------------------------------- |
| fino a 59 kg (dettagli)  | Kohei Hasegawa Giappone        | Yun Won-chol Corea del Nord | Tian Qiye CinaAlmat Kebispayev Kazakistan               |
| fino a 66 kg (dettagli)  | Ryu Han-su Corea del Sud       | Ryutaro Matsumoto Giappone  | Ri Hak-won Corea del NordAfshin Biabangard Iran         |
| fino a 71 kg (dettagli)  | Jeong Ji-hyeon Corea del Sud   | Dilshod Turdiev Uzbekistan  | Saeid Abdevali IranŞermet Permanow Turkmenistan         |
| fino a 75 kg (dettagli)  | Kim Hyeon-woo Corea del Sud    | Takehiro Kanakubo Giappone  | Doszhan Kartikov KazakistanPayam Bouyeri Iran           |
| fino a 80 kg (dettagli)  | Habibollah Akhlaghi Iran       | Tsukasa Tsurumaki Giappone  | Besiki Saldadze UzbekistanJanarbek Kenjeev Kirghizistan |
| fino a 85 kg (dettagli)  | Rustam Assakalov Uzbekistan    | Lee Se-yeol Corea del Sud   | Peng Fei CinaMojtaba Karimfar Iran                      |
| fino a 98 kg (dettagli)  | Mehdi Aliyari Iran             | Xiao Di Cina                | Yerulan Iskakov KazakistanNorikatsu Saikawa Giappone    |
| fino a 130 kg (dettagli) | Nurmakhan Tinaliyev Kazakistan | Kim Yong-min Corea del Sud  | Meng Qiang CinaBashir Babajanzadeh Iran                 |

### Lotta libera femminile
| Categoria               | Oro                    | Argento                         | Bronzo                                               |
| ----------------------- | ---------------------- | ------------------------------- | ---------------------------------------------------- |
| fino a 48 kg (dettagli) | Eri Tosaka Giappone    | Sun Yanan Cina                  | Tatyana Amanzhol KazakistanVinesh Phogat India       |
| fino a 55 kg (dettagli) | Saori Yoshida Giappone | Sündeviin Byambatseren Mongolia | Aisuluu Tynybekova KirghizistanZhong Xuechun Cina    |
| fino a 63 kg (dettagli) | Rio Watari Giappone    | Xiluo Zhuoma Cina               | Sükheegiin Tserenchimed MongoliaGeetika Jakhar India |
| fino a 75 kg (dettagli) | Zhou Feng Cina         | Guzel Manyurova Kazakistan      | Hwang Eun-ju Corea del SudOchirbatyn Burmaa Mongolia |

## Medagliere
| Posizione | Paese          | Oro | Argento | Bronzo | Totale |
| --------- | -------------- | --- | ------- | ------ | ------ |
| 1         | Iran           | 6   | 1       | 5      | 12     |
| 2         | Giappone       | 4   | 3       | 4      | 11     |
| 3         | Corea del Sud  | 3   | 3       | 6      | 12     |
| 4         | Uzbekistan     | 3   | 1       | 3      | 7      |
| 5         | Kazakistan     | 1   | 4       | 5      | 10     |
| 6         | Cina           | 1   | 3       | 5      | 9      |
| 7         | India          | 1   | 1       | 3      | 5      |
| 8         | Corea del Nord | 1   | 1       | 1      | 3      |
| 9         | Mongolia       | 0   | 1       | 4      | 5      |
| 10        | Kirghizistan   | 0   | 1       | 3      | 4      |
| 11        | Tagikistan     | 0   | 1       | 0      | 1      |
| 12        | Turkmenistan   | 0   | 0       | 1      | 1      |
| Totale    | Totale         | 20  | 20      | 40     | 80     |